# Agrume

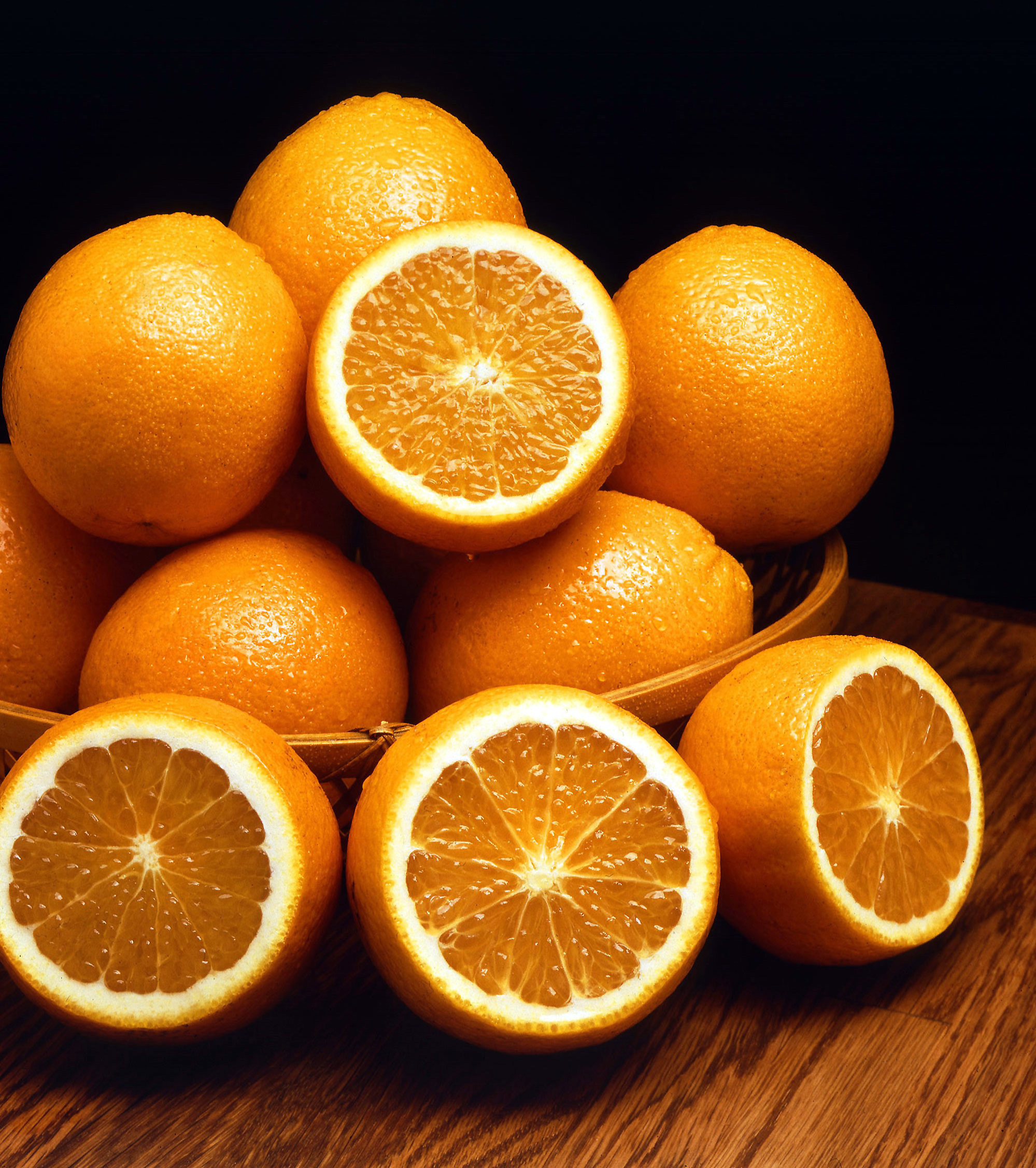
Arance

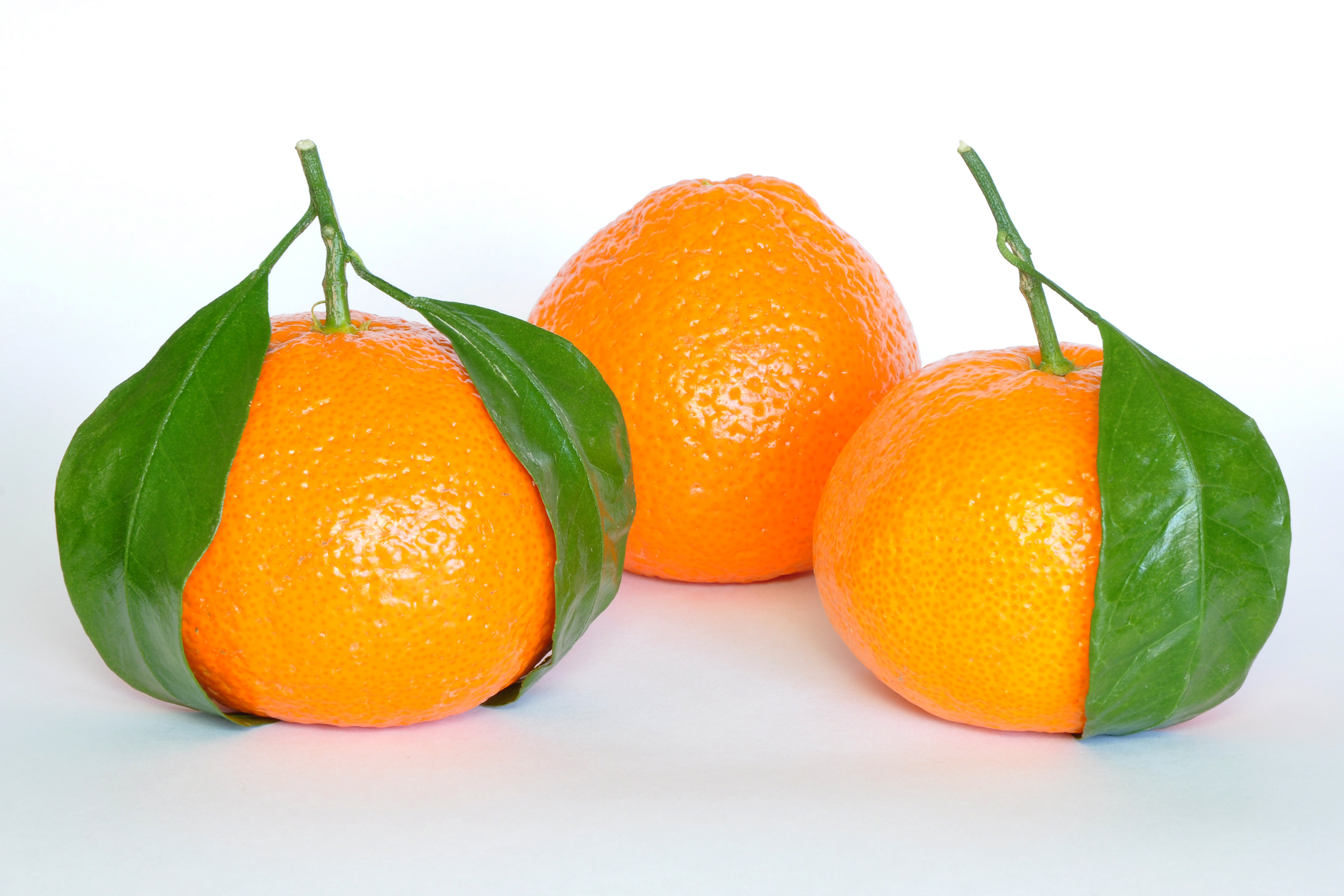
Mandarini

Gli agrumi sono le piante coltivate appartenenti al genere Citrus e i loro frutti. Il genere Citrus a sua volta appartiene alla famiglia delle Rutacee e alla sottofamiglia delle Aurantioidee.
La sottofamiglia delle Aurantioidee comprende specie definite e stabili, ma anche molte varietà e mutazioni naturali, nell'infiorescenza come pure nei frutti, per cui si trovano vari tipi di agrumi in varie parti del mondo. Oltre a ciò, sono stati sviluppati numerosissimi ibridi, alcuni dei quali con caratteristiche non durevoli, per cui si trovano sul mercato solo per tempi relativamente brevi.
La genealogia degli agrumi è stata sempre oggetto di studio. Il recente sequenziamento del genoma di alcune specie ha permesso di ricostruire i complessi rapporti di parentela, che hanno dato luogo, tramite ibridazione, a tutte le altre varietà. È emerso che la quasi totalità degli agrumi sono il risultato di incroci di sole tre specie: il cedro, il mandarino e il pomelo.

## Origine e distribuzione
Tutti i Citrus sono originari dell'India e dell'Estremo Oriente. Oggi gli agrumi crescono spontaneamente anche in Indonesia, Malaysia, Nuova Guinea e nelle Filippine. Le varie specie hanno raggiunto l'Europa in tempi diversi. Sembra che il primo sia stato il cedro, ben noto tra gli antichi Romani come pomo di Persia. È documentato che sempre costoro conoscevano già, nel I secolo, anche il limone e l'arancio amaro. La coltivazione dell'arancio dolce invece è stata introdotta dai portoghesi nel XVI secolo, mentre risale addirittura al XIX secolo l'acquisizione del mandarino. 
Gli agrumi oggi sono largamente coltivati in tutti i continenti nelle zone temperate e subtropicali. Il primo produttore mondiale è la Cina, con oltre il 25% del mercato, seguita dal Brasile (15%), dagli Stati Uniti d'America e dall'India, entrambi con una quota intorno all'8% (dati FAO 2016). In Europa, dopo la Spagna, che detiene il 5% della produzione mondiale di agrumi, si colloca l'Italia, con una quota di circa il 2%, costituita prevalentemente da arance, limoni, mandarini, clementine, bergamotti, limette e chinotti. Qui le superfici coltivate si concentrano nelle regioni meridionali: circa i due terzi della produzione nazionale avviene Sicilia e circa un quarto in Calabria mentre Campania, Puglia, Basilicata e Sardegna detengono le quote residuali.

## Descrizione

### Foglie

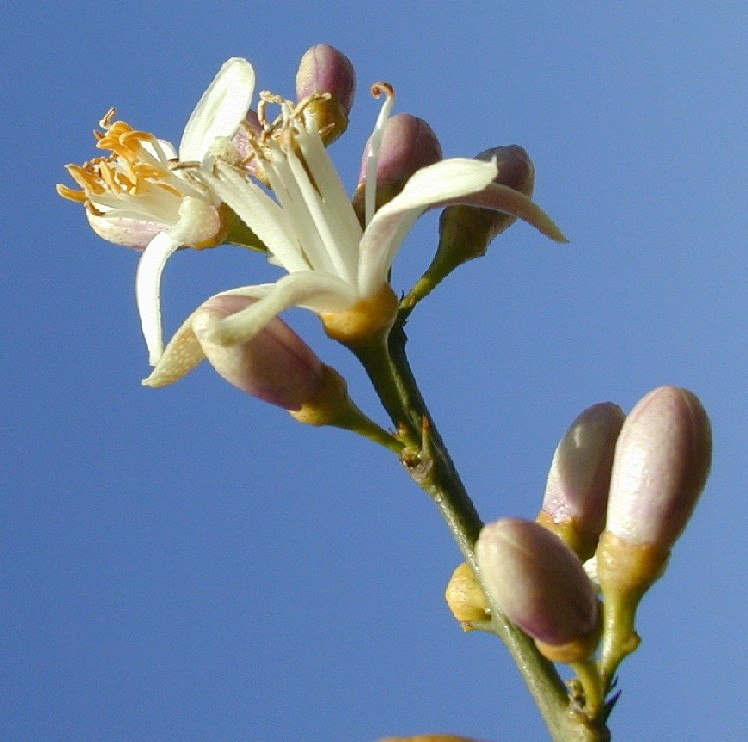
Fiori di limone

Con poche eccezioni (esempio arancio trifogliato Citrus trifoliata) gli agrumi sono piante sempreverdi. Le foglie sono lanceolate o ellittiche, intere, coriacee, articolate sul picciolo. Sembrano foglie semplici, ma sono in realtà la foglia centrale di un antico insieme di tre foglioline che è andato perduto con lo sviluppo; solo il Poncirus conserva la forma originale a tre unità. Nelle piante da seme ci sono delle spine più o meno grandi accanto alle foglie, ma le piante che vengono coltivate nei frutteti di solito le perdono. Se però un agrume viene abbandonato e si inselvatichisce, torna a mettere le spine.

### Fiori
I fiori si chiamano zàgare e crescono in infiorescenze corimbose oppure solitari. La corolla a petali liberi racchiude moltissimi stami; il pistillo ha un ovario con almeno cinque logge ricche di ovuli. I fiori degli agrumi sono generalmente bianchi, sebbene alcune specie presentino boccioli variamente colorati, per cui alle volte i petali conservano lievi sfumature di colore all'attaccatura. I fiori di limone e di cedro hanno generalmente una sfumatura violacea. A seconda della specie, i fiori sono di grandezza variabile, e possono misurare da 1 a 5 cm di diametro. Sono tutti molto profumati.

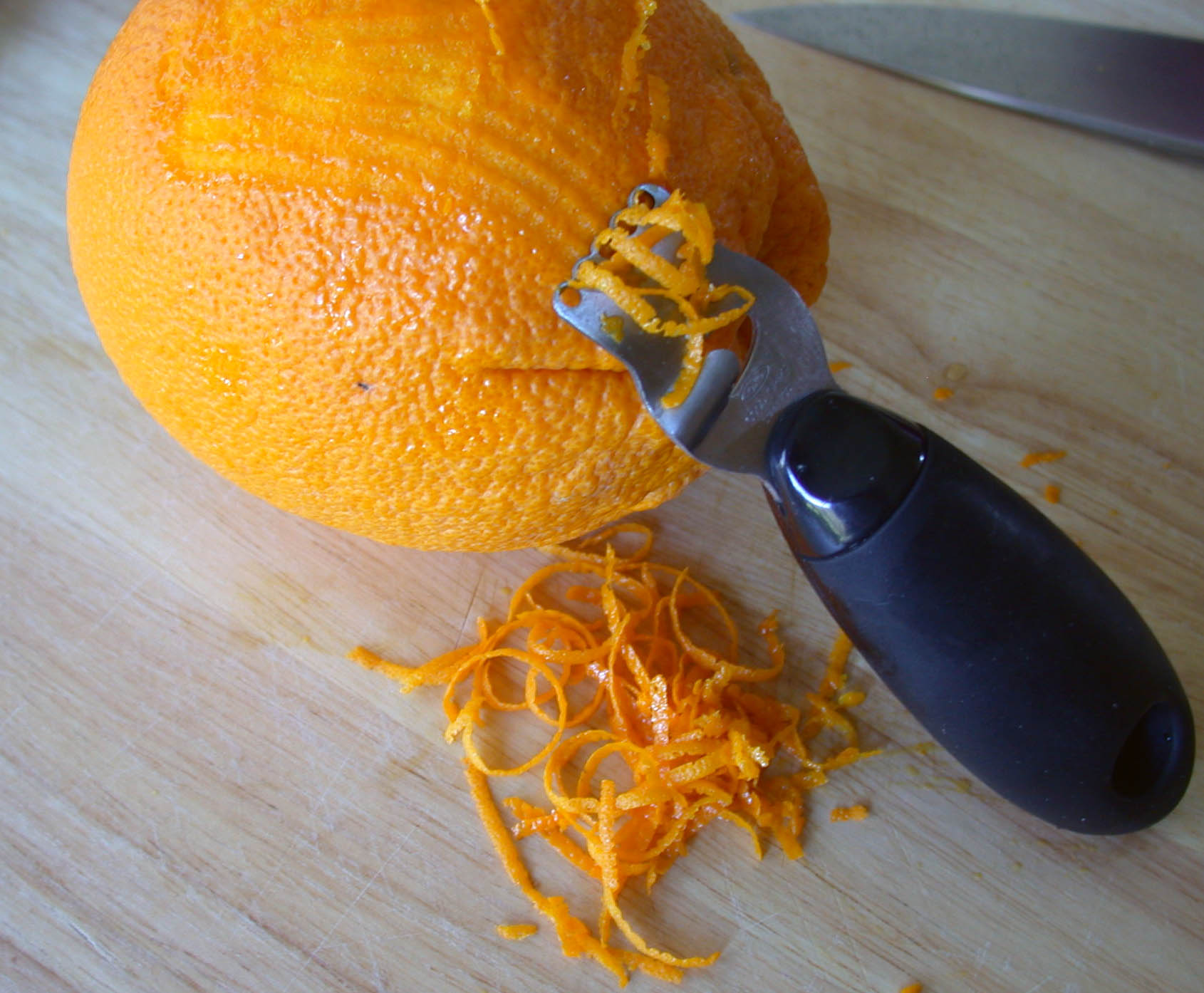
In figura la cosiddetta "scorza" di un'arancia. Quest'ingrediente ottenuto per raschiatura della buccia esterna dell'agrume (solitamente arancia, limone, limetta o cedro) molto utilizzata in cucina ad esempio come condimento per marmellate, budini, biscotti, liquori e caramelle

Questi fiori di agrumi, sono bottinati dalle api, da cui si ottiene un buon miele monoflorale profumato per cui sono buone piante mellifere.

### Frutti
In botanica il frutto degli agrumi è chiamato esperidio. La forma varia da tondeggiante, a volte schiacciata ai poli, a un ovoide allungato e appuntito. La buccia è costituita da uno strato esterno rugoso, raramente liscio, colorato dal giallo all'arancione fino al rosso, e da uno strato interno bianco e spugnoso chiamato albedo che può essere più o meno spesso. Allo stato fresco, solitamente la buccia non si mangia con il frutto, ma è commestibile, per cui se ne fa largo uso in cucina (in tale uso usata sia l'intera buccia oppure la scorza). Oltre a ciò è di notevole importanza nello sfruttamento industriale degli agrumi. Il frutto sbucciato è costituito da spicchi avvolti ciascuno nella propria membrana a protezione di un insieme di particelle filiformi assai succose. I semi sono alloggiati all'interno degli spicchi e sono molto coriacei. Non essendo in alcun modo commestibili, si producono preferibilmente varietà di agrumi prive di semi.
Tutti gli agrumi sono ricchi di vitamine, innanzi tutto quelle dei gruppi C e P. Vengono consumati prevalentemente freschi oppure in preparati come marmellate, canditi, bevande. Sono molto importanti per l'estrazione di olii essenziali, pectine, acido citrico e altri derivati.

## Incroci
Le possibilità di ibridazione degli agrumi sono elevatissime. La maggior parte dei generi e praticamente tutte le specie conosciute sono infatti i risultati di fortunate ibridazioni che durante il passare del tempo hanno mantenuto le proprietà iniziali. Sono ibridi antichi tutti i citrus tranne il mandarino, il pomelo e il cedro. Particolare fortuna hanno avuto gli incroci tra mandarino e vari tipi di arancio, dal mandarancio alla clementina e al tangerino.
Tra gli incroci sul mercato si possono citare il mapo, il lipo, il lice, la pompìa, il limo, l'oroblanco, il tacle e altri prodotti di notevole interesse ma di incerta possibilità di sviluppo costante.